# Punta di Mastro Marco
La Punta di Mastro Marco (909,8 m s.l.m.) è una montagna dei Monti Lepini nell'Antiappennino laziale, che si trova nel Lazio, nella provincia di Frosinone, nel comune di Patrica.